# Periaeschna
Genre
Periaeschna est un genre de libellules de la famille des Æshnidae (sous-ordre des Anisoptères, ordre des Odonates). 

## Liste d'espèces
Selon BioLib (13 décembre 2020) :
- Periaeschna biguttata Fraser, 1935
- Periaeschna flinti Asahina, 1978
- Periaeschna gerrhon (Wilson, 2005)
- Periaeschna laidlawi (Förster, 1908)
- Periaeschna lebasi (Navás, 1930)
- Periaeschna magdalena (Martin, 1909)
- Periaeschna mira Navás, 1936
- Periaeschna nocturnalis Fraser, 1927
- Periaeschna unifasciata Fraser, 1935
- Periaeschna yazhenae Xu, 2012
- Periaeschna zhangzhouensis Xu, 2007